# Swammerdamia aulosema
Swammerdamia aulosema is een vlinder uit de familie van de stippelmotten (Yponomeutidae). De wetenschappelijke naam van de soort werd in 1932 gepubliceerd door Edward Meyrick.